# Сухарев, Александр Иванович
Алекса́ндр Ива́нович Су́харев (12 октября 1931, село Белогорское, Мордовская АО — 24 декабря 2010, Саранск) — российский философ

 и социолог, общественный и политический деятель, организатор науки и образования, ректор Мордовского государственного университета (1969—1991).
Директор Научно-исследовательского института регионологии при Мордовском государственном университете (1991—2010), директор Научного центра социально-экономического мониторинга Республики Мордовия (2007—2010), главный редактор научно-публицистического журнала «Регионология» (1992—2010), заведующий кафедрой социологии Мордовского государственного университета, доктор философских наук (1974), профессор, Заслуженный деятель науки РСФСР (1980), действительный член Академии социальных наук России (1994), действительный член Международной Академии информатизации (1996), Почётный гражданин Республики Мордовия (2001).

## Биография
Родился в крестьянской семье.
В 1955 г. окончил философский факультет Московский государственный университет им. М. В. Ломоносова, в 1963 г. — аспирантуру Академии общественных наук СССР. В 1963 г. стал кандидатом наук (тема диссертации «Сельская интеллигенция и её роль в строительстве коммунизма»), а в 1974 г. — доктором философских наук (тема диссертации «Закономерности развития и проблемы регулирования социальной структуры социалистического общества»).
С 1955 по 1960 гг. — председатель колхоза «Прогресс» Хотынецкого района Орловской области, секретарь РК КПСС (Хотынецкий район Орловской области). В 1963—1967 гг. — заведующий кафедрой научного коммунизма Орловского педагогического института. С 1968 г. — заведующий кафедрой научного коммунизма Мордовского государственного университета.
В период с 1969 по 1991 гг. — ректор Мордовского государственного университета. На посту ректора МГУ имени Н. П. Огарева А. И. Сухарев ярко проявлял свои организаторские и профессиональные качества; активно развивал связи университета с научно-исследовательскими и учебными заведениями страны. В период его руководства активно расширялась материально-техническая база университета: были построены корпуса электротехнического факультета, агропромышленного института, медико-биологического и административно-библиотечного комплексов, сформировалась студенческая и преподавательская бытовая инфраструктура.
С 1991 г. по 2010 г. — директор созданного им НИИ регионологии при Мордовском государственном университете, с 2007 по 2010 г. — директор Государственного учреждения «Научный центр социально-экономического мониторинга Республики Мордовия». А. И. Сухарев сформировал интегральное научное направление — регионология, развивал методологию управления социальными, естественными и техническими процессами в регионе. А. И. Сухарев стремился найти объективные основания гармонизации социальных отношений, интересов социальных институтов, социальных групп и личностей. Организатор комплексных социологических исследований по данной проблематике. Под его руководством коллектив НИИ регионологии разработал более 50 федеральных, отраслевых, региональных и муниципальных программ социально-экономического развития, в том числе и «Федеральную программу экономического и социального развития Республики Мордовия на 1996—2000 годы», фактически определившую вектор развития Мордовии на всю ближайшую перспективу. На основе концептуальных идей Сухарева сложилась научная школа, многие представители которой защитили кандидатские и докторские диссертации.
Основатель и главный редактор научно-публицистического журнала «Регионология» (1992—2010).
В 2001 году его усилиями открыта специальность «Социология», а с 2009 г. — магистратура по программе «Социология социальных изменений». На основе концептуальных идей ученого сложилась научная школа, более 50 представителей которой защитили кандидатские (В. М. Сидоркина, Д. В. Доленко, Н. И. Изергина, А. А. Гагаев, Г. В. Гришаков, А. Н. Зернов, С. В. Полутин, Г. П. Кулешова, Д. М. Дадаева, В. В. Козин, А. И. Карьгин, Е. И. Долгаева, Л. П. Капаева, Л. Н. Ванеева, В. Н. Мотькин, Н. Н. Азисова, А. С. Плигузов, Д. А. Костенецкий, Е. А. Демьянов, Л. Н. Курышова и др.) и докторские (П. Н. Киричек, В. А. Писачкин, С. В. Полутин, О. А. Богатова, Г. П. Кулешова, И. М. Фадеева, Т. М. Дадаева и др.) диссертации. А. И. Сухарев был председателем докторского диссертационного совета по социологическим (22.00.04 — социальная структура, социальные институты и процессы) и философским (09.00.05 — этика, 09.00.11 — социальная философия)специальностям.
А. И. Сухарев был действительным членом Академии социальных наук РФ (2 ноября 1994 г.), действительным членом Международной Академии информатизации (2 февраля 1996 г.), председателем Совета регионального Мордовского отделения общероссийской общественной организации «Российская социологическая ассоциация» (2003), членом Комиссии по пространственному развитию Приволжского федерального округа, экспертом Центра региональных политических исследований (2000).
А. И. Сухарев был депутатом Государственного Собрания Республики Мордовия третьего созыва (2003—2007), секретарем Политического совета Мордовского регионального отделения политической партии «Единая Россия» (2002—2007), членом Общественной палаты Республики Мордовия.
19—20 октября 2006 г. в Саранске прошла Международная научно-практическая конференция «Проблемы развития регионального социума», приуроченная к 75-летию А. И. Сухарева. К 75-летию А. И. Сухарева издана книга А. А. Гагаева «Жизнь как долг. Космо-психо-логос Александра Ивановича Сухарева» (Саранск: Изд-во Мордов. ун-та, 2006. — 39 с.), а также альбом-книга «А. И. Сухарев — ученый и организатор образования» (Саранск: Изд-во Мордов. ун-та, 2006. — 112 с.).
Скончался А. И. Сухарев 24 декабря 2010 года, похоронен в г. Саранске на городском кладбище № 2.
23 декабря 2011 г. в здании НИИ регионологии состоялась Всероссийская научно-практическая конференция с международным участием «Гармонизация социальных отношений в полиэтническом регионе». Второе название этого научного мероприятия — I Сухаревские чтения, поскольку оно посвящено памяти А. И. Сухарева. В рамках конференции 23 декабря в 10.00 у центрального входа в НИИ регионологии, который долгое время возглавлял А. И. Сухарев, состоялся митинг, посвященный открытию мемориальной доски его памяти. 24 декабря 2012 г. Мордовский государственный университет провел заочную Всероссийскую научно-практическую конференцию с международным участием — II Сухаревские чтения «Социальное развитие полиэтнических регионов Российской Федерации». Мордовский государственный университет планирует проводить Сухаревские чтения постоянно. В вузе также назначается Сухаревская стипендия. На неё претендуют студенты Историко-социологического института, достигшие выдающихся успехов в учебной и научной деятельности и имеющие выраженную гражданскую позицию.
19 октября 2013 г. на Саранском городском кладбище № 2 состоялось торжественное открытие мемориала А. И. Сухареву. В церемонии приняли участие Глава Республики Мордовия В. Д. Волков, Председатель Правительства РМ В. Ф. Сушков, руководители, преподаватели и студенты вузов Мордовии. У подножия мемориала на белом мраморе высечены слова, бывшие его жизненным девизом: «Прежде думай о Родине, потом о себе».

## Сочинения
- Актуальные проблемы комплексного экономического и социального развития регионов в свете решений XXVII съезда и XIX Всесоюзной конференции КПСС: Тез. докл. конф. / Редкол.: А. И. Сухарев (отв. ред.) и др. — Саранск: Изд-во Сарат. ун-та: Саран. фил., 1988.
- Гармонизация национального развития и межнационального сотрудничества народов России: Сб. науч. ст. / Науч.-исслед. ин-т регионологии при Морд. гос. ун-те; отв. ред. А. И. Сухарев. — Саранск: НИИ регионологии, 1996.
- Государственное регулирование федеративных отношений // Там же[где?]. 1998. № 2.
- М. М. Бахтин и методология современного гуманитарного знания: Тез. докл. участников Вторых саран. бахтин. чтений, 28—30 янв. 1991 г. / Редкол.: А. И. Сухарев (отв. ред.) и др. — Саранск: Изд-во Мордов. ун-та, 1991.
- Мониторинг реализации административной реформы в Республике Мордовия в … : аналит. доклад Научного центра социально-экономического мониторинга Республики Мордовия / Е. И. Долгаева и др.; отв. ред. А. И. Сухарев; Правительство Респ. Мордовия, Гос. учреждение «Научный центр социально-экономического мониторинга Республики Мордовия». — Саранск: НЦСЭМ РМ, 2008-.
- Научное управление развитием социальной системы социалистического общества: Межвуз. сб. науч. тр. / Мордов. гос. ун-т им. Н. П. Огарева; Редкол.: А. И. Сухарев (отв. ред.) и др. — Саранск: МГУ, 1982.
- О состоянии гражданского общества в Республике Мордовия в 2008—2010 годах: аналит. доклад / авт. коллектив: А. И. Сухарев (отв. ред.) и др.; Общественная палата Республики Мордовия. Саранск: Общественная палата Республики Мордовия, 2010.
- Основы региональной политики Российской Федерации // Там же[где?]. 1993. № 4.
- Основы регионологии. — Саранск, 1996.
- Проблемы комплексного развития Республики Марий Эл: сб. науч. ст. / М-во образования Рос. Федерации и др.; редкол.: А. И. Сухарев (гл. ред.) и др. — Саранск: Регионология, 2005.
- Проблемы регионального управления социальными процессами в сельской местности: Межвуз. сб. науч. тр. / Мордов. гос. ун-т им. Н. П. Огарева; Редкол.: А. И. Сухарев (отв. ред.) и др. — Саранск: МГУ, 1985.
- Проблемы теории регионального управления: Межвуз. сб. науч. тр. / Мордов. гос. ун-т им. Н. П. Огарева; Редкол.: А. И. Сухарев (отв. ред.) и др. — Саранск: МГУ, 1984.
- Проблемы формирования и развития региональных социально-экономических систем «город—село» в республиках и областях Нечернозёмной зоны РСФСР: Материалы Всерос. науч. конф. (май 1981 г.) / Редкол.: А. И. Сухарев (отв. ред.) и др. — Саранск: МГУ, 1981.
- Пути повышения роли университетов в развитии народного хозяйства автономных республик: Межвуз. сб. науч. тр. / Мордов. гос. ун-т им. Н. П. Огарева; Редкол.: А. И. Сухарев (отв. ред.) и др. — Саранск: МГУ, 1984.
- Регионология — актуальное научное направление // Актуальные проблемы развития регионов и преодоления социально-экономических различий между ними. — Саранск, 1983.
- Резервы гармонизации социальных отношений в условиях системных реформ в России // Тезисы докладов и выступлений на II Всероссийском социологическом конгрессе «Российское общество и социология в XXI веке: социальные вызовы и альтернативы». — М.: Альфа-М, 2003. — Т. 2. — С. 692—693.
- Совершенствование качества университетской подготовки преподавателя: Межвуз. сб. науч. тр. / Мордов. гос. ун-т им. Н. П. Огарева; Редкол.: А. И. Сухарев (отв. ред.) и др. — Саранск: МГУ, 1985.
- Совершенствование подготовки учителя в университете: Межвуз. сб. науч. тр. / Редкол.: А. И. Сухарев и др. — Саранск: Изд-во Мордов. ун-та, 1991.
- Состояние и перспективы подготовки кадров и развития образования в РСФСР: Методол. и метод. аспекты. Материалы конф. / Редкол.: А. И. Сухарев (отв. ред.) и др. — Саранск: МГУ, 1984.
- Социальная система зрелого социалистического общества. — М.: О-во «Знание» РСФСР, 1980.
- Социально-экономические проблемы развития образования в регионе: сб. науч. ст. / М-во образования Рос. Федерации и др.; Редкол.: А. И. Сухарев (гл. ред.) и др. — Саранск, 2004 (Тип. Чувашского гос. ун-та; Изд-во Вуз и школа).
- Социально-экономическое развитие Республики Мордовия в … : аналит. обзор / Правительство Респ. Мордовия, Федер. гос. науч. учреждение «Науч.-исслед. ин-т регионологии», Науч. центр соц.-экон. мониторинга Респ. Мордовия; под общ. ред. А. И. Сухарева. — Саранск: Тип. «Красный Октябрь», 2005-.
- Социальный облик Советской Мордовии: Состояние, тенденции развития: монография. — Саранск, Мордов. кн. изд-во, 1980. — 192 с.
- Социологический анализ качества оказания бюджетных услуг населению в Республике Мордовия: моногр. / науч. ред. проф. А. И. Сухарев; ред.-сост. Е. И. Долгаева, В. П. Миничкина; Научный центр соц.-экон. мониторинга Республики Мордовия. — Саранск, 2010. — 176 с.
- Социология гармонизации общественных отношений: сб. науч. ст. / под общ. ред. А. И. Сухарева. — Саранск, 1997.
- Социология социального партнерства: сб. науч. ст. / Науч.-исслед. ин-т регионологии при Морд. гос. ун-те; Отв. ред. А. И. Сухарев. — Саранск: НИИ регионологии, 1999.
- Социология: учеб. пособие / под общ. ред. проф. А. И. Сухарева. — Саранск, 2003. (2-е изд. — 2004).
- Социология: хрестоматия / под общ. ред. А. И. Сухарева. — Саранск, 2000.
- Сочетание территориального и национального начал в развитии Российской Федерации // Регионология. — 1997. — № 1.
- Сухарев А. И., Сидоркина В. М., Козин В. В. Социология Мордовии: становление и направления исследований // Социологические исследования. — 2006. — № 8(268). — С. 35—42.
- Сухарев А. И. Проблемы регионологии. — Саранск: НИИ регионологии, 2001. 100 с.
- Традиционное и новое в культуре народов России: Тез. докл. и выступлений на Всерос. конф. / Редкол.: А. И. Сухарев (отв. ред.) и др. — Саранск: Изд-во Мордов. ун-та, 1992.
- Факторы и механизмы гармонизации социальных отношений в Республике Мордовия: монография / Е. И. Долгаева и др.; науч. ред. А. И. Сухарев; Правительство Респ. Мордовия, Гос. учреждение «Науч. центр социально-экономического мониторинга Респ. Мордовия». — Саранск: НЦСЭМ РМ, 2009.
- Фундаментальные и прикладные проблемы регионологии: сб. науч. ст. / М-во пром-сти, науки и технологий Рос. Федерации и др.; Редкол.: А. И. Сухарев (гл. ред.) и др. — Саранск: [б. и.], 2003.
- Централизованный федерализм — завтрашний день России // Там же[где?]. — 1993. — № 1.
- Цивилизованное развитие наций и межнациональных отношений: Сб. ст. / Отв. ред. А. И. Сухарев. — Саранск: НИИ регионологии при Мордов. ун-те, 1992.
- Экономическая социология: учеб. пособие / под общ. ред. А. И. Сухарева. — Саранск: Изд-во Мордов. ун-та, 2008. — 304 с.

## Награды и признание
- медаль «За доблестный труд» (1970)
- орден Трудового Красного Знамени (1971)
- орден «Знак Почёта» (1976)
- Заслуженный деятель науки МАССР (1977)
- Заслуженный деятель науки РСФСР (4 января 1980)
- орден Дружбы народов (1982)
- медаль им. академика С. И. Вавилова (1987)
- Почётная грамота Государственного Комитета РСФСР по делам науки и высшей школы (1991)
- благодарности Главы Республики Мордовия и губернатора Пензенской области
- Почётный гражданин Республики Мордовия (12 октября 2001)
- премия имени Святого князя Александра Невского (2005) — за значительный вклад в укрепление Российской государственности
- премия имени И. Г. Петровского (2006) — за цикл научно-педагогических работ
- орден Славы Мордовии II (2006) и III (2005) степеней
- Государственная премия Республики Мордовия (2007)
- Почётный профессор Мордовского государственного университета (2007)
- Серебряная медаль имени П. А. Сорокина (2008)